# Obrijež
Obrijež (cyr. Обријеж) – wieś w Bośni i Hercegowinie, w Republice Serbskiej, w mieście Bijeljina. W 2013 roku liczyła 180 mieszkańców.